# Kinh Môn, Hồ Bắc
Kinh Môn (tiếng Trung: 荆门市, bính âm: Jīngmén Shì, âm Hán-Việt: Kinh Môn thị) là một địa cấp thị tại tỉnh Hồ Bắc, Trung Quốc.
Địa cấp thị này được chia thành 2 quận, 2 thành phố cấp huyện và 1 huyện.
- Quận Đông Bảo
- Quận Xuyết Đao
- Thành phố cấp huyện Chung Tường
- Thành phố cấp huyện Kinh Sơn
- Huyện Sa Dương

31°02′37″B 112°12′3″Đ / 31,04361°B 112,20083°Đ